# Nancy Valen
Nancy Valen (* 16. Dezember 1965 in Hallandale, Florida) ist eine US-amerikanische Schauspielerin.

## Leben
Nancy Valen arbeitete im Alter von zwölf Jahren in New York City als Fotomodell. Sie besuchte eine kunstorientierte High School in Fort Lauderdale und erhielt einen Studienplatz an der Fakultät für Theaterkunst der University of Florida, den sie jedoch ablehnte. Sie studierte Theaterkunst am Broward College, dann zog sie nach New York City.
Valen debütierte im Jahr 1985 in der Fernsehserie Miami Vice. In den Jahren 1985 bis 1987 spielte sie in der Fernsehserie Ryan's Hope die Rolle der Melinda Weaver Ryan. In der Komödie Loverboy – Liebe auf Bestellung (1989) spielte sie die Jenny Gordon, die Freundin von Randy Bodek, welcher von Patrick Dempsey dargestellt wird. In der Komödie The Big Picture (1989) trat sie an der Seite von Kevin Bacon, Jennifer Jason Leigh und Teri Hatcher auf. In der Fernsehserie Hull High aus dem Jahr 1990 übernahm sie eine der Hauptrollen. In den Jahren 1996 bis 1997 spielte sie in der Fernsehserie Baywatch – Die Rettungsschwimmer von Malibu die Rolle der Samantha Thomas.
Valen ist seit dem Jahr 1994 mit dem Schauspieler Nels Van Patten, dem Sohn von Dick Van Patten, verheiratet.

## Filmografie (Auswahl)
- 1985: Miami Vice (Fernsehserie, zwei Folgen)
- 1985: Porky’s Rache (Porky’s Revenge)
- 1985: Zurück aus der Vergangenheit (The Heavenly Kid)
- 1989: Loverboy – Liebe auf Bestellung (Loverboy)
- 1989: The Big Picture
- 1990: Hull High (Fernsehserie, acht Folgen)
- 1993: Little Devils: The Birth
- 1994: Seven Sundays (Tous les jours dimanche)
- 1989/1996–1997: Baywatch – Die Rettungsschwimmer von Malibu (Baywatch, Fernsehserie, 15 Folgen)
- 1998: Die Welt am Abgrund (Black Thunder)
- 2003: Written in Blood